# August von Holstein
August Georg Ulrich Emil von Holstein (* 31. Mai 1847 in Wismar; † 19. August 1903 in Schwerin) war königlich preußischer Generalleutnant und zuletzt Kommandeur der 34. Infanterie-Brigade.

## Herkunft
August von Holstein war ein Sohn von Leopold Dietrich von Holstein  (* 4. Dezember 1800; † 10. April 1880) und dessen zweiter Ehefrau Ottilie von Preen.

## Leben
Er erhielt seine Ausbildung im Schweriner Kadettenkorps. Im Jahr 1864 kam er als Unteroffizier in das mecklenburgische 2. Infanterie-Regiment. Im gleichen Jahr wurde er zum Portepeefähnrich befördert, 1865 kam er als Seconde-Lieutenant in das Garde-Grenadier-Regiment des 1. Infanterie-Regiments. Er wechselte 1867 in das mecklenburgische Grenadier-Regiment Nr. 89 und im Oktober 1869 in die Preußische Armee (Mecklenburg unterschrieb eine Militärkonvention mit Preußen). Dort wurde er zum Regimentsadjutanten ernannt und machte als solcher den Deutsch-Französischen Krieg mit. Er kämpfte bei den Belagerungen von Metz, Toul und Paris. Ferner war er beim Gefecht bei Dreux und dem Loire-Feldzug.
Nach dem Krieg wurde 1872 zum Premier-Lieutenant befördert und 1874 als Adjutant in die 10. Infanterie-Brigade nach Frankfurt (Oder) abkommandiert. Anschließend kam er in den Großen Generalstab nach Berlin. Dort wurde er 1878 zum Hauptmann befördert und unter Belassung seiner Stellung in den Generalstab der Armee versetzt. Im Jahr 1879 kam er dann in den Generalstab des I. Armee-Korps in Königsberg und von dort 1882 in den Generalstab der 17. Division in Schwerin. 1884 kam er dann als Kompaniechef in das 85. Infanterieregiment. Aber schon 1885 kehrte er in den Großen Generalstab zurück, außerdem war er einige Wochen im Generalstab des VIII. Armee-Korps in Coblenz. Dass er 1893 Kommandeur des Infanterie-Regiments Nr. 137 in Hagenau wurde, stellte für ihn eine Ehre dar. Die Nähe zur Grenze bedeutete, dass er im Ernstfall als einer der Ersten „am Feind“ gewesen wäre. 1894 stieg er in den Rang eines Oberst auf. Am 5. September 1896 wurde die 3. Kompanie seines Regiments für die beste Schießleistung im Korpsbereich mit dem Kaiserabzeichen ausgezeichnet. Es erhielt zudem eine Büste Kaiser Wilhelm II. Ab 1897 kommandierte er als Generalmajor die 34. Infanterie-Brigade (Großherzoglich Mecklenburgische) in Schwerin. Im Jahr 1899 wurde er dann zur Disposition gestellt und noch 1902 mit dem Charakter als Generalleutnant ausgezeichnet.

## Familie
Holstein heiratete 9. November 1880 Agnes Elise von Pilgrim (* 13. Januar 1857), Witwe des Waldemar von Wedel († 11. Mai 1877). Das Paar hatte mehrere Kinder:
- Henning Adolf Konrad Julius August (* 4. Oktober 1881)
- Kuno Ludwig Friedrich Gisbert Hermann (* 9. Dezember 1886)
- Hans Heinrich Anton Max Viktor (* 10. August 1888)

## Auszeichnungen
- Eisernes Kreuz (1870), 2. Klasse[4]
- Militärverdienstkreuz (Mecklenburg)
- Greifenorden, Komturkreuz
- Hausorden der Wendischen Krone, Ritterkreuz
- Gedächtnismedaille für Großherzog Friedrich Franz III.
- Mecklenburg-Strelitzsches Militär-Verdienstkreuz
- Königlicher Kronen-Orden (Preußen), 2. Klasse
- Roter Adlerorden, 3. Klasse (mit Schleife)
- Verdienstorden Philipps des Großmütigen, Ritterkreuz 1. Klasse (mit Schwertern)
- Hausorden vom Weißen Falken, Komturkreuz
- Weißer Elefantenorden, Großoffizier
- Kriegsdenkmünze für die Feldzüge 1870–71 (Deutsches Reich)
- Preußisches Dienstauszeichnungskreuz